# Cantó de Maël-Carhaix
El cantó de Maël-Carhaix (bretó Kanton Mêl-Karaez) és una divisió administrativa francesa situat al departament de Costes del Nord a la regió de Bretanya.

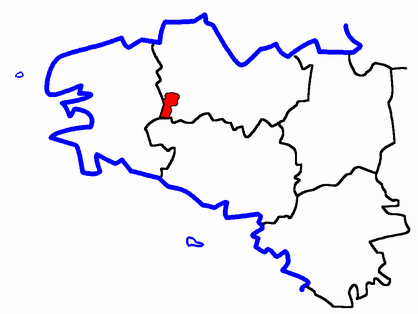
Situació del cantó

## Composició
El cantó aplega 8 comunes :
| Nom bretó  | Nom francès  | Nom gal·ló |
| Lokarn     | Locarn       | ---        |
| Mêl-Karaez | Maël-Carhaix | ---        |
| Ar Vouster | Le Moustoir  | ---        |
| Paoul      | Paule        | ---        |
| Plevin     | Plévin       | ---        |
| Trabrivan  | Trébrivan    | ---        |
| Trefrin    | Treffrin     | ---        |
| Treogan    | Tréogan      | ---        |

## Història
| Data d'elecció                           | Identitat        | Partit | Qualitat             |
| ---------------------------------------- | ---------------- | ------ | -------------------- |
| 2004-                                    | Joël Le Croisier | PS     | alcalde de Trabrivan |
| les dades anteriors no són pas conegudes |                  |        |                      |
|                                          |                  |        |                      |